# Armée populaire de Corée
Pour les articles homonymes, voir APC et Armée populaire.
 (juillet 2023).
L'Armée populaire de Corée (APC) est la force armée de la Corée du Nord. Il s'agit [Quand ?] de la quatrième plus importante armée du monde en effectifs avec 1 125 000 militaires actifs et 9 500 000 réservistes et la première en nombre de militaires pour 1 000 habitants (49,03).

## Cadre constitutionnel et juridique de l'Armée populaire

### Dispositions constitutionnelles
Selon l'article 86 de la constitution de la Corée du Nord : 
La défense nationale est le devoir suprême et l’honneur des citoyens. Les citoyens défendront le pays et serviront dans les forces armées tels qu'exigé par la loi.

### Lois de programmation militaire
En 2023, Kim Jung-Un a lancé un programme de lancement de sous-marins nucléaire,,.

## Cadre stratégique de l'Armée populaire

### Alliances et coopérations internationales

#### Guerre du Viêt Nam
Après une décision prise en octobre 1967, des militaires intégrés à deux bataillons d'artillerie antiaérienne et environ 200 pilotes ont participé à la guerre du Viêt Nam entre 1967 et 1968. La participation de ces militaires n'a été soulignée par la république populaire démocratique de Corée que plus de vingt ans après les faits, notamment à l'occasion d'une visite en 2001, au cimetière de Hanoï de Kim Yong-nam, président du præsidium de l'Assemblée populaire suprême, qui exerce les fonctions de chef de l'État, après une première visite au cimetière de Hanoï en 2000 d'une délégation nord-coréenne pour honorer quatorze pilotes morts au combat en 1966-1967. Une aide logistique a également été apportée au Nord Viêt Nam par la Corée du Nord.

#### Guerre du Kippour
Une trentaine de pilotes nord-coréens ont participé à la guerre du Kippour dans les rangs des forces arabes.

#### Guerre en Ukraine
En janvier 2025, l’Ukraine, les États-Unis et la Corée du Sud accusent la Corée du Nord d’avoir envoyé plus de 10 000 soldats pour aider les forces russes, dont 300 seraient morts. La participation de la Corée du Nord est confirmé par son chef d'état le 27 avril 2025 ajoutant qu’un monument commémorant les « exploits de la bataille » serait bientôt érigé à Pyongyang.

## Organisation de l'Armée populaire

### Commandement
Les principales organisation de commandement sont :
- la Commission des affaires de l'État.
- le ministère de la Défense nationale (MDN).
- le Comité des Affaires Militaires du Parti des travailleurs Nord-Coréen (CAMPTNC).
- le département de la Défense civile (DDC).
- le département des Affaires militaires (DAM).
- le ministère des Forces armées populaires (MFAP).
- le Bureau Politique Général de l'État Major Général (BPG - EMG).

L'EMG est sous la juridiction du MFAP, la plus haute institution militaire nord-coréenne. Tout comme le Comité militaire, l'EMG et le MFAP tombent sous le commandement direct de Kim Jong-un. En effet, celui-ci est commandant suprême des Forces armées populaires (FAP) en tant que président de la Commission des affaires de l'État, et est commandant de tous les organes tombant sous la juridiction du Comité militaire car il en est également le président.

### Forces armées populaires

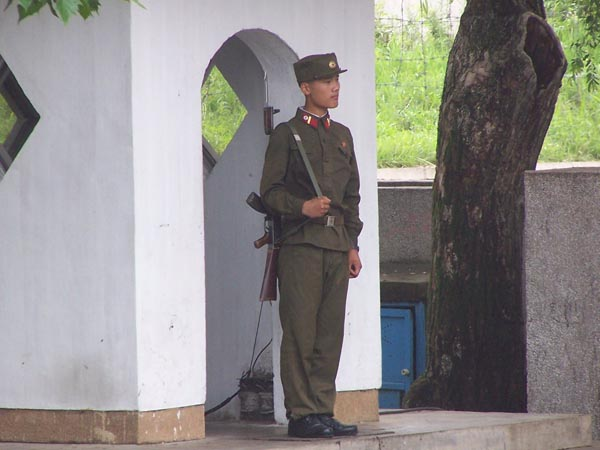
Militaire nord-coréen en 2005.

### Forces aériennes populaires

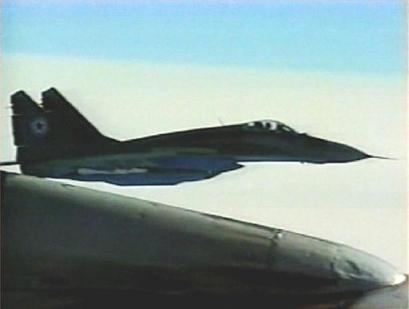
Mig-29 nord-coréen

D'après l’Agence américaine de renseignement de la défense (DIA), les forces aériennes de l’APC disposaient en 2021 de 900 avions de combat, 300 avions de transport et 300 hélicoptères. La plupart des avions, obtenus principalement des Soviétiques et de la Chine il y a plusieurs décennies, sont obsolètes. Les avions les plus récents sont des MiG-29 conçus en URSS acquis dans les années 1980.
Toujours selon la DIA, les forces aériennes de l’APC ne disposent pas d'assez de carburant pour former les pilotes.

### Marine nord-coréenne
La marine comporte près de 46 000 marins et possède, en 2012, environ 524 unités représentant plus de 84 000 tonnes.

### Missiles balistiques

#### Problèmes liés au développement du programme nucléaire nord-coréen
Tout d'abord, le principal problème de développement du programme balistique militaire nord-coréen vient de l'usage du carburant UDMH+IRFNa. En effet, celui-ci est liquide, corrosif, hautement toxique et très instable. Au contact de l'oxygène il explose, et sa manipulation nécessite des protocoles très longs et complexes, ce qui rend tout entrepôt, transport ou chargement sur des missiles, détectables par satellite, et permettrait aux services de renseignements occidentaux et orientaux, de prévoir une possible mise à feu et prendre les contre-mesures qui s'imposent. Son extrême instabilité et son chargement plus que hasardeux, signifierait, que tout mouvement de préparation de tir équivaudrait à une menace directe et irrévocable, voire à une déclaration de guerre si la menace est avérée. Les recherches, en lien avec les services pakistanais ou iraniens, visent la mise au point de carburant solide utilisés par les lanceurs occidentaux depuis plusieurs années. La capacité de développement d'un missile à longue portée type Taepodong-2-C nécessite l'acquisition de ce carburant solide.
Par ailleurs, les protocoles de mise à feu sont très longs et fastidieux. Leur annulation est très complexe, hasardeuse et sans résultat probant. Le début de séquençage de mise à feu signifierait donc une décision sans retour possible.
Également, la taille de la bombe nucléaire nord-coréenne est, en 2008, trop importante pour être chargée sur un vecteur. Son poids casserait la structure du missile au cours du lancement et sa détonation, une fois arrivée sur la cible, serait trop aléatoire pour être utilisée. Les recherches nord-coréennes et les essais nucléaires des années 2010 visent à la réduction de la bombe, et à une mise à feu plus sûre et plus rapide qu'actuellement.
Les dernières techniques adoptées par la Corée du Nord concernant les missiles à carburant liquide ont en grande partie annulé la difficulté de préparation des tirs, les ergols (UDMH et N2O4) sont maintenant scellés dans les réservoirs permettant donc le tir dans un délai raisonnable de l'ordre de la dizaine de minutes. De plus les derniers missiles (Hwasong 18, 2 tests réussis) sont à carburant solide, d'emploi quasi immédiat 
Concernant l'armement nucléaire proprement dit en 2023 les dimensions sont suffisamment réduites pour rentrer dans une ogive. (de l'ordre de 50cm de diamètre sur 70 de long pour la bombe H, 40 cm sur 60 cm pour la bombe A tactique)

### Forces spéciales
Les forces spéciales nord-coréennes sont utilisées pour les missions d'infiltration et de sabotage à l'étranger. Elles ont entrepris de nombreuses actions meurtrières en Corée du Sud telles l'attaque contre la Maison Bleue à Séoul le 21 janvier 1968 qui fit 28 tués chez les Nord-Coréens, 68 chez les Sud-Coréens et 3 chez les Américains. Dans les années 1990, elles sont soupçonnés d'avoir entretenu cinq équipes de commandos sous couverture aux États-Unis ayant pour cibles les centrales nucléaires de ce pays. En 2018, leurs effectifs sont considérés parmi les plus importants au monde.

## Personnel
- Actifs : 1 106 000 hommes (dont Forces terrestres : 950 000)
- Réservistes : 8 200 000

(Sources : Military Balance IISS, repris par l'AFP)

## Principaux équipements

### Équipement général des Forces armées populaires
L'équipement principal des forces nord-coréennes se compose comme suit :
- armes d'infanterie : fusils d'assaut Type 98 (Type 68 et Type 58 pour les réservistes) ;
- 3 800 chars de combat, dont 2 750 T-54/55/59 (environ) ;
- 8 000 modèles plus récents de T-62 (Ch'ŏnma-ho), de T-72/80 (P'okpoong-Ho) et de chars légers de combat ;
- 250 T-34 hors d'âge (environ) ;
- 2 800 véhicules blindés (principalement des séries BTR russes et des Type M1973 chinois) ;
- 8 300 affûts d'artillerie lourde de 76,2 mm, 100 mm, 122 mm, 130 mm, 152 mm et des obusiers de 170 mm (environ) ;
- 2 200 lance-roquettes multiples de 107 mm, 122 mm, 132 mm, 240 mm (environ) ;
- 1 500 affûts antiaériens de calibres divers et variés allant de 12,7 mm à 80 mm (environ).

### Équipement général des Forces aériennes populaires
L'équipement des Forces aériennes nord-coréennes est souvent hors d'âge, peu entretenu et totalement obsolète pour la plupart. La suprématie aérienne (déjà effective durant la guerre de Corée) des États-Unis, et l'absence de nouvelles technologies accessibles, ne laissent que peu de place au développement de l'arme aérienne nord-coréenne. Par ailleurs, l'essentiel des crédits alloués à la Défense est redirigé vers la Défense du Territoire (ce qui passe par les Forces terrestres et la Marine) ainsi que vers la recherche en matière balistico-nucléaire.
On peut tout de même lister approximativement le matériel aérien nord-coréen (à noter que l'essentiel du matériel listé ci-dessous est d'origine soviétique ou chinois, datant des années 1980-1990 pour les aéronefs les plus récents…) (Les noms apparaissant suivant les types de matériel correspondent au code OTAN ou généralisés) :
- Environ 800 bombardiers (types H-5 ; Iliouchine Il-28).
- Environ 540 chasseurs (types MiG-17 /MiG-19 /MiG-21 /MiG-23/MiG-29 ; JianJiji J-5 Fresco/6 Farmer/7 Fishbed ; Fantan Q-5 ; Soukhoï Su-7/Soukhoï Su-25).
- Environ 120 hélicoptères d'attaque (types Mil Mi-24 ; Hughes MD 500). Ces derniers ont été acquis au marché noir.
- Environ 300 avions cargos de transport (types Antonov An-2 Colt ou sa copie chinoise/24 Coke ; Iliouchine IL-14/18/62M ; Tupolev Tu134/154).
- Environ 300 hélicoptères de transport (types Hughes MD-500 ; Mi-2 Hoplite/8 Hip/17 Hip-H ; Harbin Z-5 (en)).

### Installations nucléaires
- Pyongyang : un réacteur de recherche.
- Pyongsan : une usine de combustible nucléaire.
- Sunchon : une usine de combustible nucléaire.
- Yongbyon : deux réacteurs nucléaires, un réacteur de recherche, deux usines de combustible nucléaire.
- Pakchon : une usine de combustible nucléaire.
- Taechon : un réacteur nucléaire.
- Shinpo : deux réacteurs nucléaires en construction.

### Arsenal chimique
En 2018, on estime que le stock d'armes chimiques de la Corée du Nord est compris entre 2 500  et   5 000 tonnes.

## Budget de la défense
La CIA estime que le pays consacre entre 20 % et 25 % de son PIB à l'armée, soit un taux uniquement comparable à celui de l’Érythrée. La Corée du Nord justifie l'importance de l'effort militaire par la volonté de maintenir une parité militaire avec la Corée du Sud et les forces américaines qui y sont stationnées. Les dépenses militaires sud-coréennes représentent ainsi une part nettement plus faible de l'économie sud-coréenne (2,5 % du PIB).
Néanmoins, selon Selig Harrison, directeur du programme Asie au Center for International Policy et chercheur au Woodrow Wilson International Center for Scholars à Washington, « la présence américaine permet à la Corée du Sud de minimiser les sacrifices qui seraient autrement nécessaires afin de maintenir ses hauts niveaux actuels de dépenses pour la défense. De même, le retrait des forces américaines obligerait Séoul à décider s’il recherche le même niveau de sécurité que celui aujourd’hui fourni par la présence américaine en augmentant ses dépenses de défense, ou si, à la place, l’objectif d’un compromis et d’une réunification avec le Nord serait mieux servi par la négociation avec ce dernier d’une réduction mutuelle des forces ».
Cette analyse se heurte cependant à une réalité, en dépensant 25 % de son PIB la Corée du Nord monopolise environ 10 milliards de dollars pour son armée alors qu'à l'opposé en dépensant 2,5 % de son PIB la Corée du Sud dispose d'un budget militaire de plus de 36 milliards de dollars. Cela est dû à l'importante différence de PIB entre les deux pays celui de la Corée du Sud étant 36 fois supérieur à celui de son voisin. À cette constatation il faut ajouter l'embargo occidental sur les armes et les technologies auquel est soumis la Corée du Nord.
Cependant, la contribution américaine n'est que de 22 500 hommes, alors que l'armée sud-coréenne compte environ 600 000 hommes sous les drapeaux. La Corée du Nord, quant à elle, consacre 25 % de son PIB à l'armée et compte 49 militaires pour 1 000 habitants, soit un niveau nettement supérieur à un pays comme Israël (33 pour 1 000 habitants), bien moins peuplé, et qui, malgré un état de guerre latent, ne consacre que 7,7 % de son PIB à l'armée.
La comparaison des seuls effectifs des troupes présentes au Nord et au Sud de la péninsule coréenne ne doit toutefois pas masquer les différences technologiques entre les deux camps ni le fait que la présence des forces américaines en Corée du Sud s'inscrit dans le « dispositif général de défense américain ». Ainsi, « en plus des coûts directs engendrés par leurs forces en Corée, 2 milliards de dollars par an en moyenne, les États-Unis dépensent plus de 40 milliards de dollars chaque année afin de maintenir le dispositif général de défense américain en Asie orientale et dans l’Ouest du Pacifique, duquel dépend leur capacité à intervenir en Corée ». Et, toujours selon Selig Harrison : « Tout comme le complexe militaro-industriel s’oppose au Sud à des réductions mutuelles des forces, il y a aussi un complexe militaro-industriel au Nord, allié aux tenants de la ligne dure au sein du Parti du travail. Les réductions de forces ne sont pas appréciées par cette faction de la ligne dure à Pyongyang ».
Le rôle majeur des forces armées en Corée du Nord (APC) reflète la politique de Songun : selon les mots de Kim Jong-il, « L'Armée d'abord ! ».

## Déploiement
Les Forces armées populaires comportent 12 corps d'armées principaux, soit environ 950 000 personnes. Elles se divisent en 4 échelons de défense. Les unités dites « de premier cercle ou de premier échelon » sont les unités les plus proches de la zone démilitarisée (DMZ). Elles sont mieux entraînées et équipées, car elles sont censées subir le premier choc en cas d'offensive.
La doctrine nord-coréenne s'appuie, comme celle du sud et des unités des États-Unis et des Nations unies, basées au-delà du 38e parallèle, sur un emploi stratégique et tactique rappelant la guerre froide avec déploiement de blindés en masse, soutien massif de l'artillerie et occupation du terrain par l'infanterie (à l'instar de la seconde guerre du Golfe en 1991 ou de la première phase de la troisième en 2003).
- Ier Corps d'Armée (dont le QG est basé à Kumgang) - (1eréchelon sauf pour les unités rattachées directement à l'EMG).
- IIe Corps d'Armée (Kumchan)- 1er.
- IIIe Corps d'Armée (Pyongyang)- 3e.
- IVe Corps d'Armée (Kumgang)- 1er.
- Ve Corps d'Armée (Saepho)- 1er.
- Il n'y a plus de VIe Corps depuis sa dissolution en 1951.
- VIIe Corps d'Armée (Pyongan-namdo)- 3e.
- VIIIe Corps d'Armée (Panghwon)- 4e.
- IXe Corps d'Armée (Hamgyong-bukdo)- 4e.
- Xe Corps d'Armée (Hamgyon-namdo)- 4e.
- XIe Corps d'Armée (Pyongan-namdo)- 4e.
- U/I Corps d'Armée [Chiffre non renseigné - NR] - 3e.

S'y ajoutent :
- Corps d'Artillerie de Kangdong (Pyongan-namdo & Hwanghae-bukdo)- 3e.
- 620e Corps d'Artillerie (Hwanghae-bukdo)- 1er.
- 108e Corps mécanisé (Hungnam)- 4e.
- 425e Corps mécanisé (Pyongan-bukdo)- 4e.
- 806e Corps mécanisé (H'ueyang)- 1er.
- 815e Corps mécanisé (Shinggye)- 1er.
- 820e Corps blindé (M-1978 Koksan)- 1er.
- Commandement de Défense de Pyongyang (Pyongyang-si & Pyongan-namdo)- 3e.
- Commandement Anti-Aérien de Pyongyang (Pyongyang-si)- EMG.
- Division de Renseignements Militaires rattachée à l'État-Major Général [NR]- EMG.

## Historique

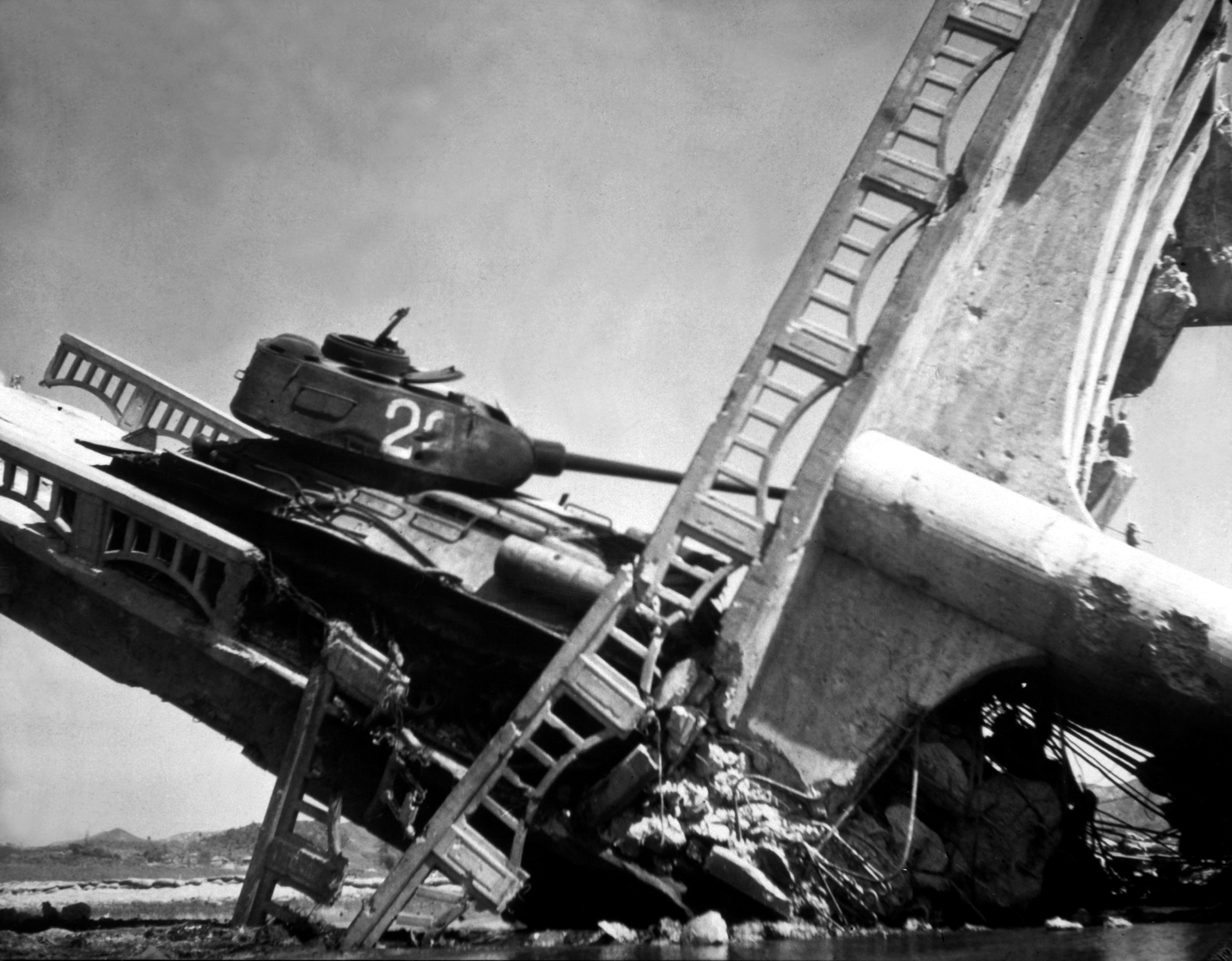
T-34 nord-coréen à Suwon.

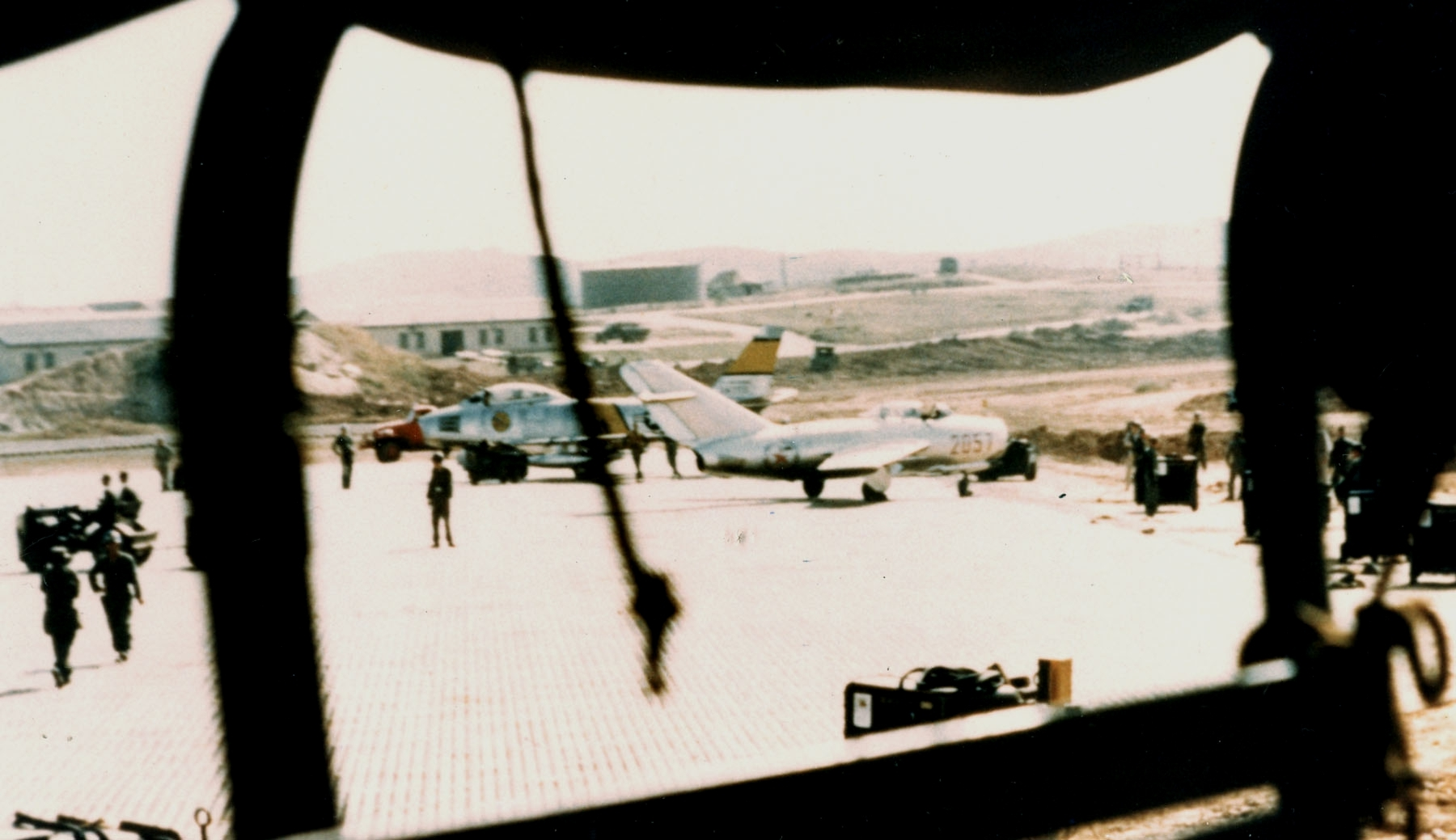
MiG-15 nord-coréen en 1953 dans une base en Corée du Sud après que son pilote a fait défection.

Créée le 8 février 1948, l'Armée populaire de Corée s'élance le 25 juin 1950 dans ce qui allait devenir la guerre de Corée avec 135 000 hommes à la conquête de la Corée du Sud. Dans un premier temps elle bouscule la faible armée sud-coréenne et s'empare de la majeure partie de la péninsule.
Sa date anniversaire de création a été modifiée en 1978 pour devenir le 25 avril 1932 qui est la date de création de l’armée de libération communiste.
À la suite de l'intervention du corps expéditionnaire des Nations unies essentiellement constitué des forces armées des États-Unis, elle est refoulée vers l'extrême nord du pays où l'intervention de l'armée populaire chinoise permet une contre-offensive.
Le conflit s'enlise ensuite jusqu'en 1953 sur une guerre de positions aux alentours de la ligne de démarcation intercoréenne. Depuis cette date, l'armée nord-coréenne reste mobilisée le long de la zone coréenne démilitarisée et des accrochages parfois meurtriers ont lieu de temps en temps lors de batailles navales, incursions de commandos en Corée de Sud et missions de renseignement.
Elle est engagée dans l'invasion de l'Ukraine par la Russie à partir d'octobre 2024. Les services de renseignements militaires sud-coréens déclare, en juillet 2025, que Pyongyang a envoyé environ 13 000 soldats, dont, selon les médias russes, 5 000 ouvriers militaires et 1 000 sapeurs à Koursk.

## Grades de l'Armée populaire de Corée
|                                       | Coréen                  | Traduction                    | Patte                  | Patte                  | Patte                                   | Patte |
| ------------------------------------- | ----------------------- | ----------------------------- | ---------------------- | ---------------------- | --------------------------------------- | ----- |
| Maréchal 원수급 (元帥級)              | 대원수 (大元帥)         | Généralissime                 |                        |                        |                                         |       |
| Maréchal 원수급 (元帥級)              | 공화국원수 (共和國元帥) | Maréchal de la République     |                        |                        |                                         |       |
| Maréchal 원수급 (元帥級)              | 인민군원수 (人民軍元帥) | Maréchal de l'Armée populaire |                        |                        |                                         |       |
| Maréchal 원수급 (元帥級)              | 차수 (次帥)             | Vice-maréchal                 |                        |                        |                                         |       |
|                                       | Coréen                  | Armée                         | Patte (Armée de terre) | Patte (Armée de l'Air) | Marine                                  | Patte |
| Général 장령급 (將領級)               | 대장 (大將)             | Général d'armée               |                        |                        | Amiral                                  |       |
| Général 장령급 (將領級)               | 상장 (上將)             | Général de corps d'armée      |                        |                        | Vice-amiral d'escadre                   |       |
| Général 장령급 (將領級)               | 중장 (中將)             | Général de division           |                        |                        | Vice-amiral                             |       |
| Général 장령급 (將領級)               | 소장 (少將)             | Général de brigade            |                        |                        | Contre-amiral                           |       |
| Officiers supérieurs 좌관급 (佐官級)  | 대좌 (大佐)             | Colonel-chef                  |                        |                        | Capitaine-chef de vaisseau              |       |
| Officiers supérieurs 좌관급 (佐官級)  | 상좌 (上佐)             | Colonel                       |                        |                        | Capitaine de vaisseau                   |       |
| Officiers supérieurs 좌관급 (佐官級)  | 중좌 (中佐)             | Lieutenant-colonel            |                        |                        | Capitaine de frégate                    |       |
| Officiers supérieurs 좌관급 (佐官級)  | 소좌 (少佐)             | Commandant                    |                        |                        | Capitaine de corvette                   |       |
| Officiers subalternes 위관급 (尉官級) | 대위 (大尉)             | Capitaine                     |                        |                        | Lieutenant de vaisseau                  |       |
| Officiers subalternes 위관급 (尉官級) | 상위 (上尉)             | Lieutenant-chef               |                        |                        | Enseigne de vaisseau de première classe |       |
| Officiers subalternes 위관급 (尉官級) | 중위 (中尉)             | Lieutenant                    |                        |                        | Enseigne de vaisseau de deuxième classe |       |
| Officiers subalternes 위관급 (尉官級) | 소위 (少尉)             | Sous-lieutenant               |                        |                        | Aspirant                                |       |
| Sous-officiers 하사관급 (下士官級)    | 특무상사 (特務上士)     | Sergent-major                 |                        |                        | Maître principal                        |       |
| Sous-officiers 하사관급 (下士官級)    | 상사 (上士)             | Sergent-chef                  |                        |                        | Premier-maître                          |       |
| Sous-officiers 하사관급 (下士官級)    | 중사 (中士)             | Sergent                       |                        |                        | Maître                                  |       |
| Sous-officiers 하사관급 (下士官級)    | 하사 (下士)             | Sous-sergent                  |                        |                        | Second-maître                           |       |
| Soldat 전사급 (戰士級)                | 상급병사 (上級兵士)     | Caporal-chef                  |                        |                        | Quartier-maître de 1re classe           |       |
| Soldat 전사급 (戰士級)                | 중급병사 (中級兵士)     | Caporal                       |                        |                        | Quartier-maître de 2e classe            |       |
| Soldat 전사급 (戰士級)                | 초급병사 (初級兵士)     | Sous-caporal                  |                        |                        | Matelot breveté                         |       |
| Soldat 전사급 (戰士級)                | 전사 (戰士)             | Soldat                        |                        |                        | Matelot                                 |       |

## Coopérations militaires internationales
Le traité sino-nord-coréen de 1961 prévoit un soutien de la république populaire de Chine en cas d'attaque militaire contre la Corée du Nord.
La Corée du Nord a aidé des mouvements révolutionnaires dans plus de 62 pays dès 1953, parmi lesquels le Front Polisario, Janatha Vimukthi Peramuna, le Parti communiste thaïlandais, l'Organisation de libération de la Palestine et le Corps des Gardiens de la révolution islamique. Environ 5 000 rebelles et révolutionnaires étrangers ont reçu un entrainement militaire en Corée du Nord, et plus de 7 000 instructeurs militaires nord-coréens ont été déployés dans 47 pays en date de 1993.
La république populaire démocratique de Corée entretient des coopérations militaires avec d'autres pays d'Afrique, d'Asie et d'Amérique latine. Le 2 juin 2007, Kim Il-chol, ministre nord-coréen de la Défense, a ainsi rencontré à Pyongyang une délégation conduite par son homologue angolais Kundi Paihama.

## Culture populaire

### Cinéma
- Dans Meurs un autre jour, l'Armée Populaire de Corée tente d'envahir la Corée du Sud avec l'aide du satellite Icare.
- Dans le remake du film Aube Rouge, l'Armée Populaire de Corée envahit les États-Unis.
- Dans La chute de la Maison Blanche, un commando de l’Armée Populaire de Corée déguisé en groupe terroriste attaque la Maison Blanche.

### Jeux Vidéo
- Dans le jeu Call of Duty: Advanced Warfare, l'armée nord-coréenne est l'ennemi de la première mission.
- Dans le jeu Homefront et son reboot Homefront: The Revolution, le joueur fait partie de la résistance américaine luttant contre l'occupation — montrée comme étant extrêmement brutale — de l'Armée Populaire de Corée.
- Dans le jeu Crysis et son extension Crysis Warhead, l'Armée Populaire de Corée est l'antagoniste principal dans la première partie avant d'être remplacé par une invasion alien.